# Franz Gabriel Gorup
Franz Gabriel Gorup (lateinisch: Franciscus Gabriel Gorup, ungarisch: Gorup Ferenc Gábor; * um 1596; † 22. Februar 1677 vermutlich in Raab) war ein kroatischer Adeliger, Titularbischof und Großpropst von Raab.
Er war 1626 Pfarrdiakon, 1630 und 1631 Kaplan in Steinamanger, 1635–1636 Domherr in Eisenburg und 1635–1638 Propst von Rajka (Ragendorf). Als solcher nahm er am Nationalkonvent in Tyrnau 1638 teil. 
Vom 30. Oktober 1638 bis ins Jahr 1674 war er Kustos von Stuhlweißenburg, das nach der Eroberung 1543 bis 1688 türkische Grenzfestung war. Daneben war er ab dem 20. November 1638 bis 1657 Großpropst und Bischofsvikar von Wesprim sowie vom 25. März 1640 bis 1647 Abt von Zirtz.
Vom 22. Februar 1641 bis 15. November 1667 besaß er eine Pfründe in Ödenburg. Am 13. Juli 1643 wurde Gorup Titularbischof von Novi (als solcher war er Mitglied der ungarischen Magnatentafel) und vom 29. Januar 1644 bis 6. September 1670 Propst von Rathold (Rátót, heute Gyulafirátót). 1656 wurde er Oberdomherr und am 22. November 1659 Großpropst von Raab.
Nach seinem Tode wurde er wie folgt tituliert
- Anno 1677. ... Reverendis. D. Franciscus Gorup, Episcopus Noviensis, Vener. Cap. Eccles. Jaurinensis Praepositus Major, nec non Illust. Ac Rever. D. D. Georgij Szeczeny, Archi-Episcopi Collocensis et Baciensis, nec non Jaurinensis Episcopi in spiritualibus Vicarius Causarumque; ejusdem sacrae Sedis Auditor Generalis, Sac. Caesar. Regiaeque Majestatis Consiliarius, Jaurini, Mense Januario